# Kanton Capesterre-Belle-Eau
Der Kanton Capesterre-Belle-Eau ist ein  französischer Wahlkreis im Département Guadeloupe, der bei der Wahlkreisreform 2015 neu gebildet wurde aus den nun aufgelösten Kantonen Capesterre-Belle-Eau-1 und Capesterre-Belle-Eau-2. Er besteht aus der Gemeinde Capesterre-Belle-Eau.